# NGC 6829
NGC 6829 est une galaxie spirale située dans la constellation du Dragon. Sa vitesse par rapport au fond diffus cosmologique est de 3 136 ± 13 km/s, ce qui correspond à une distance de Hubble de 46,3 ± 3,2 Mpc (∼151 millions d'al). NGC 6829 a été découverte par l'astronome américain Lewis Swift en 1886.
La classe de luminosité de NGC 6829 est II et elle présente une large raie HI.
À ce jour, une mesure non basée sur le décalage vers le rouge (redshift) donne une distance d'environ 57,100 Mpc (∼186 millions d'al). Cette valeur est à l'extérieur des valeurs de la distance de Hubble. Notons que c'est avec la valeur moyenne des mesures indépendantes, lorsqu'elles existent, que la base de données NASA/IPAC calcule le diamètre d'une galaxie et qu'en conséquence le diamètre de NGC 6829 pourrait être d'environ 24,5 kpc (∼79 900 al) si on utilisait la distance de Hubble pour le calculer.